# دنی کارتر
دنی کارتر (انگلیسی: Danny Carter؛ زادهٔ ۲۹ ژوئن ۱۹۶۹) بازیکن فوتبال است.
از باشگاه‌هایی که در آن بازی کرده‌است می‌توان به باشگاه فوتبال پیتربورو یونایتد اشاره کرد.